# Pieniny (polana)
Pieniny – położona na wysokości 900–970 m n.p.m. polana w Pieninach Centralnych, znajdująca się na szlaku turystycznym pomiędzy przełęczą Szopka a przełęczą Siodło pod Trzema Koronami. Ludowego pochodzenia nazwa polany (Pieniny) jest bardzo stara. W pracach naukowych nadawano jej często nazwę Polana pod Trzema Koronami lub Łąka pod Trzema Koronami. Jest jedną z kilku polan na tym odcinku, najbliżej położoną od Siodła. Jest to polana grzbietowa. Szlak turystyczny przechodzi przez jej środek. Dzięki temu rozciągają się z niej widoki zarówno na północ, jak i południe. Według Józefa Nyki jest to najpiękniejsza z polan pienińskich. Porasta ją bujna łąka ziołoroślowa, średnia wysokość roślin wynosi ok. 40 cm, ale największe dochodzą do 1,5 m. Licznie występuje ciemiężyca zielona i okrzyn szerokolistny, na wiosnę na łące zakwita śnieżyczka przebiśnieg. Z rzadkich roślin występuje kokorycz żółtawa. Jest to łąka bogata w gatunki; na 100 m² stwierdzono występowanie 60-70 gatunków roślin naczyniowych. Objęta jest ochroną od początków istnienia Pienińskiego Parku Narodowego. Dawniej na zakwitających na niej kwiatach licznie występowały rzadkie gatunki motyli: niepylak apollo i niepylak mnemozyna, obecnie znacznie rzadziej. W 2009 r. na polanie Pieniny odłowiono nowe dla Pienin gatunki chrząszczy z rodziny stonkowatych: Galerucella tenella, Phyllotreta christinae.
Piękne widoki z tej polany turyści doceniali od dawna. Już w połowie XIX kuracjusze szczawnickich uzdrowisk wyjeżdżali tutaj furkami chłopskimi. W latach 1880–1900 na zachodnim skraju polany istniało prywatne schronisko Anny Drohojowskiej, zwane „U Andzi”. Przybywali do niego turyści oglądać wschód i zachód słońca. Później zamienione zostało na bufet, w latach 1936–1937 polanę wykupiono od 4 prywatnych właścicieli, bufet w 1937 zamknięto. Obecnie polana jest koszona, by zapobiec jej zarośnięciu przez las.
Polana często opiewana była w polskiej literaturze. Jan Wiktor w powieści „Miłość wśród płonących wzgórz” pisał: W oddali błękit lasów przelewał się ze wzgórza na wzgórze, z łańcucha na łańcuch, i tam jednoczył się z niebem. Poza nimi Tatry traciły wyrazistość, grozę, nabierały lekkości”.
Polana znajduje się w granicach wsi Sromowce Niżne w województwie małopolskim, w powiecie nowotarskim, w gminie Czorsztyn.

## Szlaki turystyczne
od przełęczy Szopka na Trzy Korony. Czas przejścia 40 min, ↓ 30 min.